# Joko und Klaas
Die Moderatoren Joachim „Joko“ Winterscheidt und Klaas Heufer-Umlauf sind vor allem als das Duo Joko und Klaas bekannt. Mit diesen Namen sind sie in Fernsehsendungen mit einem Comedybezug zu sehen.

## Geschichte

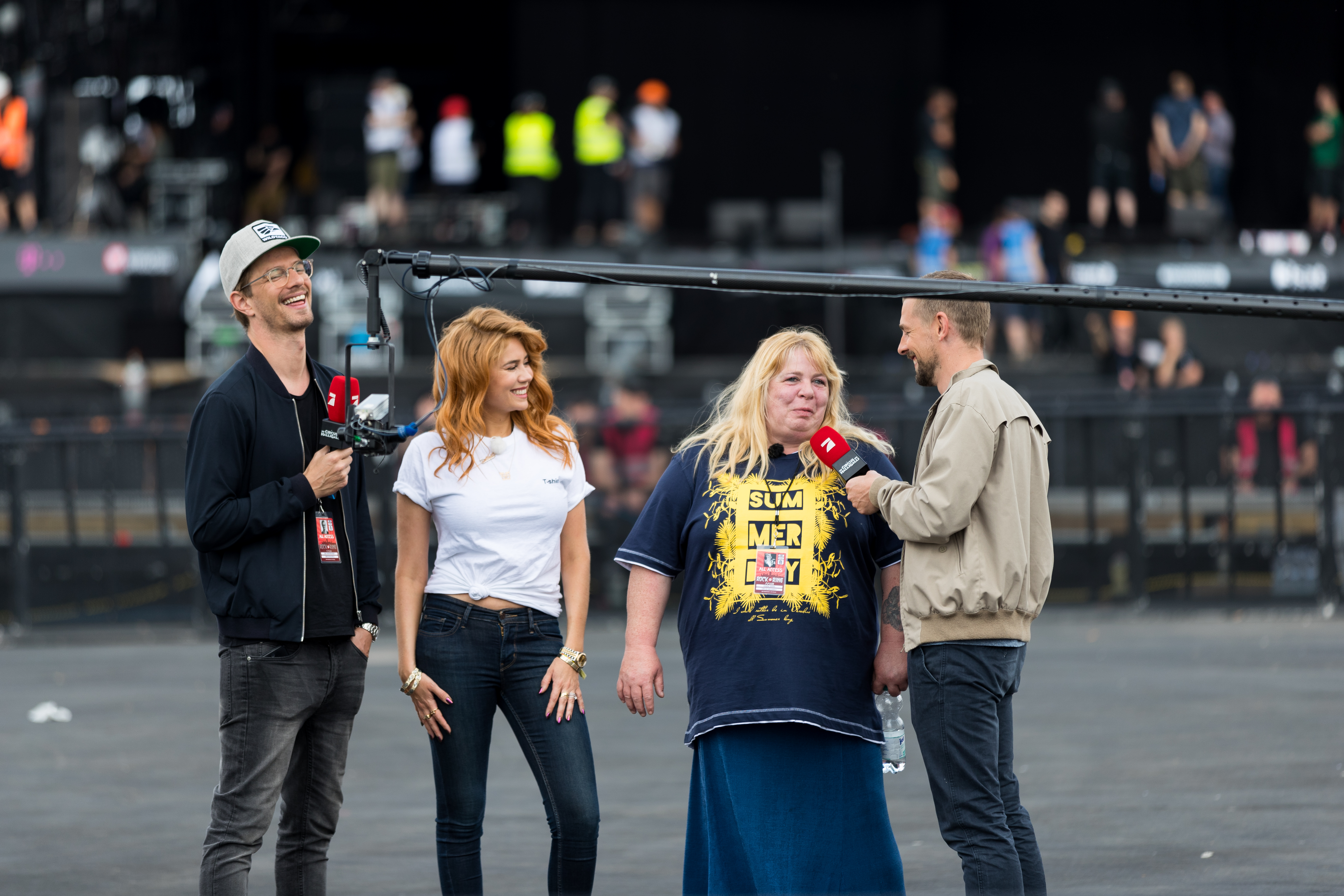
Joko und Klaas (2017)

Gemeinsam waren Winterscheidt und Heufer-Umlauf 2009 erstmals in der MTV-Sendung MTV Home zu sehen. Der Wechsel zu ZDFneo folgte 2011, dem Konzept der Vorgängersendung blieben sie mit neoParadise jedoch treu. Bereits 2010 wurde das Duo mit der Moderation der Show Ahnungslos auf ProSieben betraut, es folgte die Sendung Joko gegen Klaas – Das Duell um die Welt im Sommer 2012. Am 24. Januar 2013 verließen sie den Spartensender ZDFneo mit der Ausstrahlung der letzten Folge von neoParadise endgültig, um mit ihrer Show Circus HalliGalli bei ProSieben, die wieder einem fast gleichen Konzept wie MTV Home bzw. neoParadise folgt, einem größeren Publikum bekannt zu werden. Der Abschied von ZDFneo wurde im Dezember 2012 bekannt gegeben.
Beliebt ist das Duo vor allem unter Jugendlichen und jungen Erwachsenen. Heufer-Umlauf und Winterscheidt wurden zeitweise als Nachfolger für Thomas Gottschalk bei der ZDF-Sendung Wetten, dass..? gehandelt. Im Spiegel wurde das Moderatoren-Team als „Hoffnung der hiesigen TV-Unterhaltung“ bezeichnet. Am 27. März 2014 erhielt das Duo für Circus HalliGalli den Echo, im April 2014 den Grimme-Preis. Gemeinsam in Werbekampagnen und Werbespots aufgetreten sind sie für die deutschen Sparkassen (2011), für den Technik-Hersteller Apple (2014), für den Getränkeproduzenten Granini (2015) und für den Technik-Hersteller Samsung (2021).
Die letzte Ausgabe ihrer ProSieben-Sendung Circus HalliGalli wurde am 20. Juni 2017 ausgestrahlt, die damit auch ihre gemeinsame Late-Night-Show-Ära (MTV Home, neoParadise und Circus HalliGalli) beendete.
Ende 2011 gründeten Klaas Heufer-Umlauf und Joko Winterscheidt zusammen mit Endemol das gemeinsame Produktionsunternehmen Florida TV. In diesem Joint Venture, das zu 51 Prozent Endemol und zu 49 Prozent Joko und Klaas gehörte, werden alle Formate von ihnen produziert. Seit 2019 ist Florida TV (Anfang 2019 kurz Black Flamingo) eine eigenständige Produktionsgesellschaft von Joko und Klaas.

Kurz vor Heiligabend 2018 und 2019 sendete ProSieben Weihnachten mit Joko und Klaas, eine „Weihnachtsrevue“ mit Gästen und weihnachtlichen Studioaktionen.

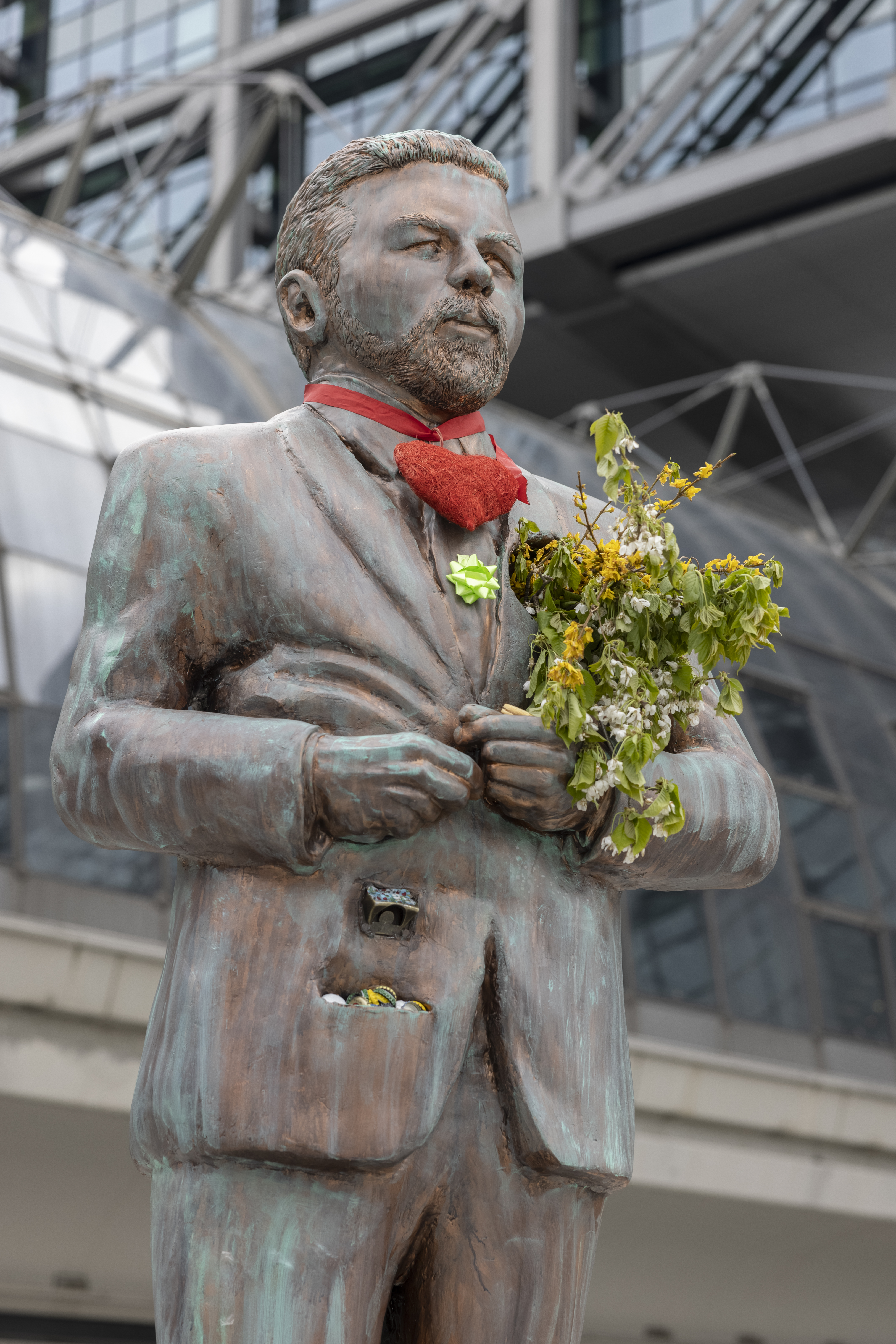
Statue von Klaas Heufer-Umlauf vor dem Berliner Hauptbahnhof (2021)

Im Mai 2020 machten Joko und Klaas nach ihrem Sieg in der Show Joko & Klaas gegen ProSieben in den vom Sender zur freien Verfügung gestellten 15 Minuten um 20:15 Uhr in der von Sophie Passmann moderierten Sendung Männerwelten auf die sexuelle Belästigung von Frauen aufmerksam. Ende 2020 gab YouTube bekannt, dass Männerwelten Platz zwei der Top Trending Videos in Deutschland 2020 belegte. Im September 2020 nutzten sie ihre Sendezeit, die sie erneut gewonnen haben, um die Zustände im Flüchtlingslager Moria sowie in den Tagen nach dem Großbrand, wie z. B. den Tränengaseinsatz der griechischen Polizei dort, zu zeigen. Am 31. März 2021 erweiterten sie die 15 Minuten in Absprache mit ProSieben und zeigten unter dem Titel Pflege ist #NichtSelbstverständlich von 20:15 Uhr bis 3:00 Uhr nachts den Arbeitstag einer Gesundheits- und Krankenpflegerin im Universitätsklinikum Münster in Echtzeit. Parallel zu den Bildern aus der Klinik, die mit einer umgehängten Kamera aufgezeichnet wurden, gab es im Split Screen Kommentare anderer Krankenpfleger und Krankenschwestern sowie Altenpfleger, die von den Erfahrungen und Problemen mit ihrem Beruf berichteten, und Reaktionen der Zuschauer mit dem Hashtag #nichtselbstverständlich wurden eingeblendet. Am 21. April 2021 nutzte Joko die im Rahmen der Show Joko & Klaas gegen ProSieben gewonnenen 15 Minuten Sendezeit, um Klaas zu überraschen. Er ließ am Washingtonplatz vor dem Berliner Hauptbahnhof eine etwa zwei Meter große Statue von Klaas errichten, mit der er sich unter dem Hashtag #DankeKlaas bei Klaas für die gemeinsame Zeit bedankte. Bei der Enthüllung, die live im Fernsehen übertragen wurde, war auch der Oldenburger Oberbürgermeister Jürgen Krogmann anwesend, der eine Laudatio zu Ehren Heufer-Umlaufs hielt. Die Statue befand sich bis Ende September 2021 am Washingtonplatz und soll im Veranstaltungsgelände Kliemannsland wieder aufgebaut werden. Im Oktober 2022 verkündete das Duo im Rahmen der gewonnenen Sendezeit, dass sie ihre Instagram-Konten mit insgesamt fast zwei Millionen Followern den iranischen Aktivistinnen Sarah Ramani und Azam Jangravi „für immer“ zur Verfügung stellen, um den Protesten im Iran mehr Aufmerksamkeit zu verleihen.
Im März 2025 wurde bekannt, dass beide ihren Exklusivvertrag mit der ProSiebenSat.1 Media um weitere 5 Jahre verlängert haben.

## Kontroversen
Im Oktober 2012, während eines Beitrags zur IFA in der Sendung neoParadise, forderte Klaas Joko zu der Mutprobe auf, einer Messe-Hostess an die Brüste und den Po zu fassen. Nach kurzem Hadern kam Joko der Aufforderung nach. Nach der Ausstrahlung wurde die Aktion viel kritisiert. Als Reaktion auf die Kritik veröffentlichte Klaas auf Twitter eine Entschuldigung. In ihr hieß es: „Wir haben einen Fehler gemacht, der nicht wieder vorkommen wird“ und „Wir haben kein Taktgefühl bewiesen und lustigen Quatsch mit fahrlässigem, beleidigendem Schwachsinn verwechselt. Es tut uns ehrlich leid.“
Im März 2020 wurde durch Recherchen des Reportageformats STRG_F bekannt, dass unter anderem in der von Klaas moderierten Sendung Late Night Berlin sowie in der von Joko und Klaas moderierten Sendung Duell um die Welt, anders als dargestellt, Personen einbezogen wurden, die über den Ablauf der Sendung informiert sind (Scripted Reality). Aufgrund des Bekanntwerdens dieser Umstände wurde Klaas ein Journalismuspreis aberkannt.

## Projekte
- 2009–2011: MTV Home (MTV)
- 2010: Pringles Xtreme TV
- 2010–2012: Ahnungslos – Das Comedyquiz mit Joko und Klaas (ProSieben)
- 2011: TVLab (ZDFneo)
- 2011: Joko & Klaas – Die Rechnung geht auf uns (ProSieben)
- 2011–2012: 17 Meter (ProSieben)
- 2011–2012: Willkommen 20xx (ZDF) mit Mirjam Weichselbraun
- 2011–2013: neoParadise (ZDFneo)
- seit 2012: Das Duell um die Welt (ProSieben)
- 2013–2017: Circus HalliGalli (ProSieben)
- 2014: Webvideopreis Deutschland
- 2014–2016: Mein bester Feind (ProSieben)
- 2015: 20 Jahre Akte: Das große Spezial mit Joko und Klaas (Sat.1) mit Ulrich Meyer
- 2015–2017: Teamwork – Spiel mit deinem Star (ProSieben)
- 2016–2019: Die beste Show der Welt (ProSieben)
- 2016: My Idiot Friend (ProSieben)
- 2016–2017, seit 2024: Das Duell um die Geld (ProSieben) mit Oliver Kalkofe
- 2018–2019: Weihnachten mit Joko und Klaas (ProSieben)
- seit 2019: Joko & Klaas gegen ProSieben / Joko & Klaas LIVE (ProSieben)
  - 2020: Männerwelten
  - 2021: Pflege ist #NichtSelbstverständlich
- 2019: taff (ProSieben)
- 2021: red. (ProSieben)
- seit 2025: Ein sehr gutes Quiz (mit hoher Gewinnsumme) (ProSieben)

## Auszeichnungen
1 Live Krone
- 2014: „Sonderpreis“

Deutscher Comedypreis

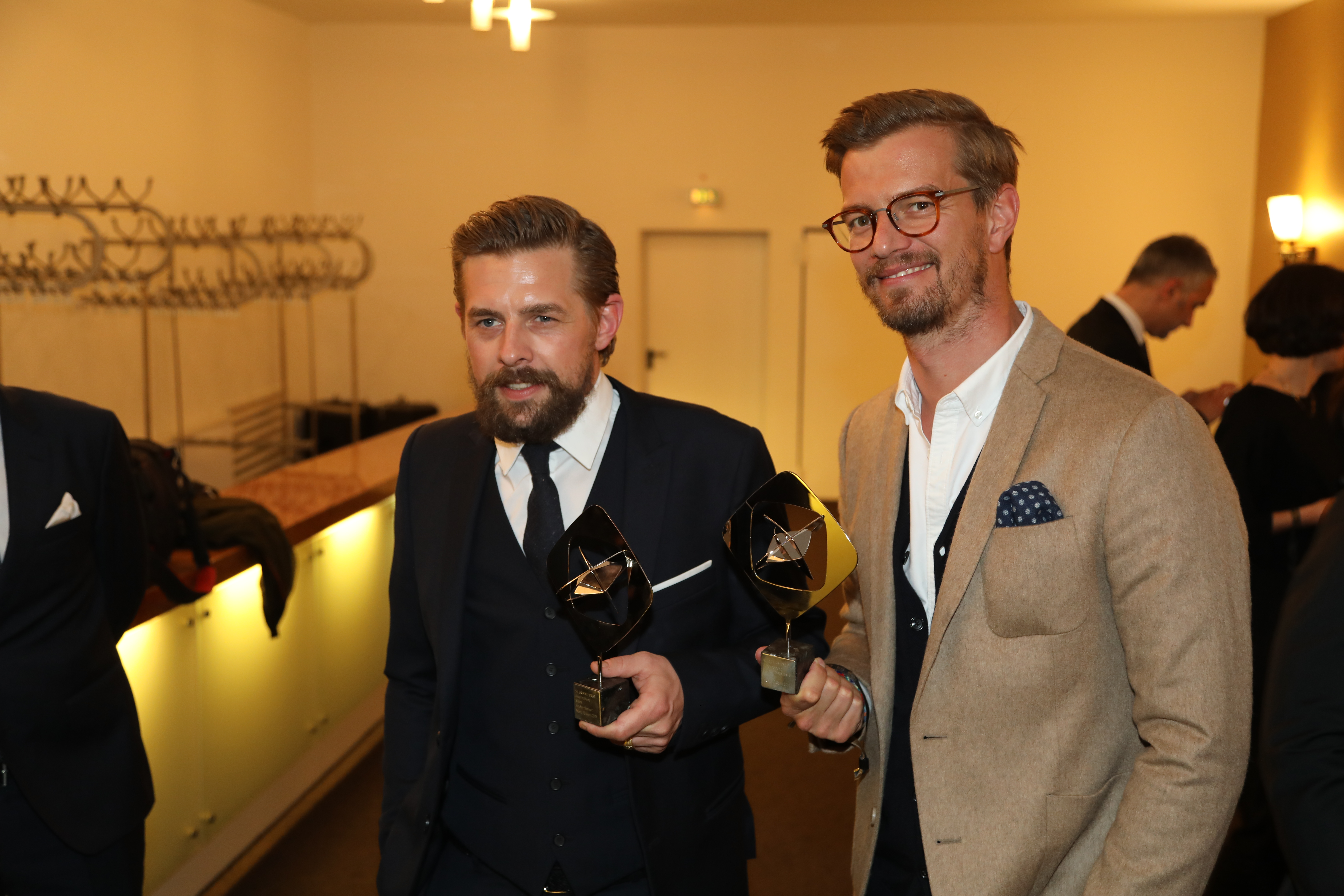
Joko und Klaas mit dem Grimme-Preis 2018

- 2013: „Beste Comedyshow“ für Circus HalliGalli

Deutscher Fernsehpreis
- 2012: „Besondere Leistung Unterhaltung“
- 2014: „Bester Show-Moderator (Publikumspreis)“[28]
- 2016: „Beste Unterhaltung Primetime“ für Joko gegen Klaas – Das Duell um die Welt[29]
- 2017: „Beste Unterhaltung Primetime“ für Die beste Show der Welt
- 2021: „Bestes Infotainment“ für Joko & Klaas LIVE: Pflege ist #NichtSelbstverständlich[30]
- 2024: „Beste Moderation/Einzelleistung Unterhaltung“ für 24 Stunden mit Joko und Klaas

ECHO
- 2014: „Partner des Jahres“ für Circus HalliGalli[31]

GQ Männer des Jahres
- 2012: „Fernsehen“[32]

Grimme-Preis
- 2014: „Unterhaltung“ für Circus HalliGalli[33]
- 2018: „Unterhaltung“ für #Gosling-Gate (mit Circus HalliGalli)[34]
- 2020: „Unterhaltung“ für Joko & Klaas LIVE – 15 Minuten (Staffel 1) (mit Thomas Martiens und Thomas Schmitt)[35]

Preis für Popkultur
- 2019: „Spannendste Idee/Kampagne“ für Joko & Klaas LIVE – 15 Minuten[36]

Quotenmeter-Fernsehpreis
- 2019: „Ehrenpreis“ für Joko & Klaas LIVE – 15 Minuten (Ausgabe vom 29. Mai 2019)

Radio Regenbogen Award
- 2017: „Medienmänner 2016“

Robert-Geisendörfer-Preis
- 2021: „Sonderpreis der Jury“[37]

Romy
- 2023: „Show/Unterhaltung“[38]

Rose d’Or
- 2014: „Entertainment“ für Circus HalliGalli